# Кримунская волость
Кримунская волость (латыш. Krimūnu pagasts) — одна из территориальных единиц Добельского края. Находится на Земгальской равнине Среднелатвийской низменности.
Граничит с городом Добеле, Аурской, Терветской и Берзской волостями своего края, а также с Глудской и Залениекской волостями Елгавского края.
Наиболее крупные населённые пункты Кримунской волости: Кримунас (волостной центр), Акацияс, Дегу муйжа, Лауцини, Парукис.
По территории волости протекают реки: Ауце, Алаве, Берзе.
Крупный водоём: пруд Гулбью.
Наивысшая точка: 57,3 м.
Национальный состав: 71,1 % — латыши, 13,5 % — русские, 7,5 % — белорусы, 3,6 % — поляки, 2,3 % — литовцы, 1,3 % — украинцы.
Волость пересекают автомобильная дорога Рига — Ауце и железнодорожная линия Рига — Ренге.

## История
В XII веке на территории волости находились поселения земгалов, в XIII веке она находилась во владении Ливонского ордена, позднее входила в состав Курляндского герцогства и Курляндской губернии.
После Второй мировой войны был организован колхоз, реорганизованный в дальнейшем в совхоз (ликвидирован в начале 1990-х).
В 1945 году в Аурской волости Елгавского уезда были образованы Аурский и Кримунский сельские советы. В 1949 году произошла отмена волостного деления и Кримунский сельсовет входил в состав Добельского района.
В 1954 году он был присоединён к Аурскому сельсовету, но в 1971 году был воссоздан. К нему отошли части территорий Аурского и Ауструмского сельсоветов.
В 1990 году Кримунский сельсовет был реорганизован в Кримунскую волость. В 2009 году, по окончании латвийской административно-территориальной реформы, Кримунская волость вошла в состав Добельского края.
В 2007 году в волости находилось 9 экономически активных предприятий, Кримунская основная школа, библиотека, фельдшерский и акушерский пункт, почтовое отделение.